# Bartosz Jasiński
Bartosz Marek Jasiński – polski ekonomista, doktor habilitowany nauk ekonomicznych.

## Życiorys
W 1997 r. ukończył studia zarządzania i marketingu w Akademii Ekonomicznej im. Oskara Langego we Wrocławiu, w 2001 r. obronił pracę doktorską pt. Kluczowe czynniki powodzenia procesów nabywania i integracji potransakcyjnej przedsiębiorstw w warunkach polskiego rynku, której promotorem był prof. Rafał Krupski, w 2014 r. habilitował się na podstawie pracy zatytułowanej Rady nadzorcze wobec zjawiska kryzysu organizacyjnego.
Pracuje na Uniwersytecie Ekonomicznym we Wrocławiu.